# 숙안옹주
숙안옹주(淑安翁主, ? ~ 1464년 6월 25일(음력 5월 12일))는 조선의 옹주다. 태종의 14녀이자 서10녀이며 어머니는 선빈 안씨이다.

## 생애
태종과 선빈 안씨(숙선옹주)의 차녀이며, 1432년(세종 14년) 황자후의 아들 황유(黃裕)와 혼인하였다. 1450년 남편과 사별하였다. 슬하에 5남을 두었으며, 1464년(세조 10년) 졸하였다.

## 가족 관계
- 아버지 : 태종(太宗, 1367 ~ 1422)
- 어머니 : 선빈 안씨(善嬪 安氏, ? ~ 1468)[1]
  - 남편 : 회천군 양도공 황유(懷川君 良度公 黃裕, 1421 ~ 1450)
    - 장남 : 황정(黃汀)
    - 며느리 : 경주 이씨 - 이귀근(李貴根)의 딸
      - 손자 : 황윤희(黃允熙)
      - 손자 : 황숙희(黃叔熙)
      - 손녀 : 안경공(安景恭)의 처
      - 손녀 : 황희옥(黃希玉, 1477 ~ ?)

    - 차남 : 황제(黃濟)
    - 며느리 : 영산 신씨 - 신영손(辛永孫)의 딸

    - 3남 : 황호(黃浩)
    - 며느리 : 전의 이씨 - 이대성(李大晟)의 딸
      - 손자 : 황린(黃璘)
      - 손자 : 황형(黃珩)
      - 손자 : 황진(黃珍)
      - 손자 : 황침(黃琛)
      - 손녀 : 충주 박씨 박세화(朴世華)의 처

    - 4남 : 황소(黃沼)
    - 5남 : 황징(黃澂)
    - 며느리 : 영산 신씨 신수담(辛壽聃)의 딸